# Cedar Creek (afluente del Saint Joseph)
El río Cedar Creek es un curso de agua del medio oeste de los Estados Unidos, afluente del Saint Joseph.

## Descripción
El río, que discurre por el estado estadounidense de Indiana, acaba desaguando en el Saint Joseph. Aparece descrito en el primer tomo del Novísimo diccionario geográfico, histórico, pintoresco universal (1863) con las siguientes palabras:

CÉDAR-CREEK, rio de los Estados Unidos de América, en el de Indiana. Despues de un curso de 40 millas desemboca en el rio San José, condado de Allen.